# Giulia da Varano
Giulia da Varano (Camerino, 24 marzo 1523 – Fossombrone, 18 febbraio 1547) è stata una nobile italiana.

## Biografia
Figlia del duca di Camerino Giovanni Maria da Varano e di Caterina Cybo, fu duchessa di Camerino e duchessa consorte di Urbino.
Nel 1527, alla morte del padre, gli succedette con il titolo duchessa di Camerino con la reggenza della madre.
Nel 1534 sposò Guidobaldo II della Rovere, duca di Urbino mentre la madre continuava a provvedere all'amministrazione del ducato che, però, nel 1535, dovette cedere formalmente al papa, segnando la fine dell'indipendenza di Camerino. Fino al 1539, solo duchessa titolare insieme al consorte, Giulia fu costretta a cedere i diritti a Paolo III per 78.000 scudi.
Negli anni successivi rinunciarono alle pretese sul ducato i Da Varano del ramo di Ferrara e Virginia della Rovere, unica figlia, senza prole, di Giulia e Guidobaldo II.
La duchessa morì a Fossombrone, all'età di 24 anni, nel 1547, dopo due mesi di malattia; venne tumulata, dopo un sontuoso funerale, nella chiesa di Santa Chiara a Urbino. L'anno seguente il vedovo Guidobaldo si risposò con Vittoria Farnese.
Nel 1999 è stata riesumata la salma della duchessa e recuperato il pregevole abito facente parte del corredo funerario.
Celebre è il Ritratto di Giulia Da Varano, commissionato dal marito ed eseguito da Tiziano e bottega, databile al 1545-1547 e conservato nella Galleria Palatina di Firenze.

## Discendenza
Giulia e Guidobaldo ebbero una figlia:
- Virginia, che sposò prima Federico Borromeo, nipote di papa Pio IV, poi Ferdinando Orsini. Cercò di ottenere il Ducato di Camerino (del cui titolo lei e il primo marito si fregiarono) grazie proprio alla parentela con Pio IV, ma senza successo.

## Ascendenza
|                                              |                                              |                                                  | Genitori                                |  |  | Nonni |  |  | Bisnonni                                   |  |  | Trisnonni                                  |  |
|                                              |                                              |                                                  |                                         |  |  |       |  |  | Giovanni II da Varano, signore di Camerino |  |  | Rodolfo III da Varano, signore di Camerino |  |
|                                              |                                              |                                                  |                                         |  |  |       |  |  | Giovanni II da Varano, signore di Camerino |  |  | Rodolfo III da Varano, signore di Camerino |  |
|                                              |                                              | Costanza Smeducci                                |                                         |  |  |       |  |  | Giovanni II da Varano, signore di Camerino |  |  |                                            |  |
| Giulio Cesare da Varano, signore di Camerino |                                              |                                                  |                                         |  |  |       |  |  | Giovanni II da Varano, signore di Camerino |  |  |                                            |  |
|                                              |                                              | Bartolomea Smeducci                              | Antonio Smeducci, conte di Truschia     |  |  |       |  |  |                                            |  |  |                                            |  |
|                                              |                                              | Bartolomea Smeducci                              | Antonio Smeducci, conte di Truschia     |  |  |       |  |  |                                            |  |  |                                            |  |
|                                              |                                              | Bartolomea Smeducci                              | Marsobilia Trinci                       |  |  |       |  |  |                                            |  |  |                                            |  |
| Giovanni Maria da Varano, duca di Camerino   |                                              | Bartolomea Smeducci                              |                                         |  |  |       |  |  |                                            |  |  |                                            |  |
|                                              |                                              | Sigismondo Pandolfo Malatesta, signore di Rimini | Pandolfo III Malatesta, signore di Fano |  |  |       |  |  |                                            |  |  |                                            |  |
|                                              |                                              | Sigismondo Pandolfo Malatesta, signore di Rimini | Pandolfo III Malatesta, signore di Fano |  |  |       |  |  |                                            |  |  |                                            |  |
|                                              |                                              | Sigismondo Pandolfo Malatesta, signore di Rimini | Antonia da Barignano                    |  |  |       |  |  |                                            |  |  |                                            |  |
| Giovanna Malatesta                           |                                              | Sigismondo Pandolfo Malatesta, signore di Rimini |                                         |  |  |       |  |  |                                            |  |  |                                            |  |
|                                              |                                              | Polissena Sforza                                 | Francesco Sforza, duca di Milano        |  |  |       |  |  |                                            |  |  |                                            |  |
|                                              |                                              | Polissena Sforza                                 | Francesco Sforza, duca di Milano        |  |  |       |  |  |                                            |  |  |                                            |  |
|                                              |                                              | Polissena Sforza                                 | Giovanna d'Acquapendente                |  |  |       |  |  |                                            |  |  |                                            |  |
| Giulia da Varano, duchessa di Camerino       |                                              | Polissena Sforza                                 |                                         |  |  |       |  |  |                                            |  |  |                                            |  |
|                                              | Papa Innocenzo VIII (Giovanni Battista Cybo) | Arano Cybo, viceré di Napoli                     |                                         |  |  |       |  |  |                                            |  |  |                                            |  |
|                                              | Papa Innocenzo VIII (Giovanni Battista Cybo) | Arano Cybo, viceré di Napoli                     |                                         |  |  |       |  |  |                                            |  |  |                                            |  |
|                                              | Papa Innocenzo VIII (Giovanni Battista Cybo) | Teodorina de' Mari                               |                                         |  |  |       |  |  |                                            |  |  |                                            |  |
| Franceschetto Cybo, conte di Ferentillo      | Papa Innocenzo VIII (Giovanni Battista Cybo) |                                                  |                                         |  |  |       |  |  |                                            |  |  |                                            |  |
|                                              |                                              | …                                                | …                                       |  |  |       |  |  |                                            |  |  |                                            |  |
|                                              |                                              | …                                                | …                                       |  |  |       |  |  |                                            |  |  |                                            |  |
|                                              |                                              | …                                                | …                                       |  |  |       |  |  |                                            |  |  |                                            |  |
| Caterina Cybo                                |                                              | …                                                |                                         |  |  |       |  |  |                                            |  |  |                                            |  |
|                                              |                                              | Lorenzo de' Medici, signore di Firenze           | Piero de' Medici, signore di Firenze    |  |  |       |  |  |                                            |  |  |                                            |  |
|                                              |                                              | Lorenzo de' Medici, signore di Firenze           | Piero de' Medici, signore di Firenze    |  |  |       |  |  |                                            |  |  |                                            |  |
|                                              |                                              | Lorenzo de' Medici, signore di Firenze           | Lucrezia Tornabuoni                     |  |  |       |  |  |                                            |  |  |                                            |  |
| Maddalena de' Medici                         |                                              | Lorenzo de' Medici, signore di Firenze           |                                         |  |  |       |  |  |                                            |  |  |                                            |  |
|                                              |                                              | Clarice Orsini di Monterotondo                   | Jacopo Orsini, signore di Monterotondo  |  |  |       |  |  |                                            |  |  |                                            |  |
|                                              |                                              | Clarice Orsini di Monterotondo                   | Jacopo Orsini, signore di Monterotondo  |  |  |       |  |  |                                            |  |  |                                            |  |
|                                              |                                              | Clarice Orsini di Monterotondo                   | Maddalena Orsini di Bracciano           |  |  |       |  |  |                                            |  |  |                                            |  |
|                                              |                                              | Clarice Orsini di Monterotondo                   |                                         |  |  |       |  |  |                                            |  |  |                                            |  |